# Boris Cybin
Boris Aleksandrowicz Cybin (ros. Борис Александрович Цыбин, ur. 14 czerwca 1928 w Rżewie, zm. 7 sierpnia 2011 w Moskwie) – rosyjski łyżwiarz szybki reprezentujący ZSRR, brązowy medalista mistrzostw świata.

## Kariera
Największy sukces w karierze Boris Cybin osiągnął w 1957 roku, kiedy zdobył brązowy medal podczas wielobojowych mistrzostw świata w Östersund. W zawodach tych wyprzedzili go jedynie Norweg Knut Johannesen oraz rodak, Boris Szyłkow. W poszczególnych biegach zajmował kolejno piętnaste miejsce na 500 m, trzecie na 5000 m, dziewiąte na 1500 m oraz drugie w biegu na dystansie 10 000 m. Był to jedyny medal wywalczony przez niego na międzynarodowej imprezie tej rangi. Na rozgrywanych rok później mistrzostwach świata w Helsinkach jego najlepszym wynikiem było ósme miejsce w biegach na 5000 i 10 000 m. W dwóch pozostałych biegach plasował się poza czołową dziesiątką i w efekcie zajął ostatecznie jedenaste miejsce. W 1956 roku brał udział w igrzyskach olimpijskich w Cortina d’Ampezzo, gdzie w swoim jedynym starcie, biegu na 10 000 m, zajął dziewiątą pozycję.